# Rinterzelt

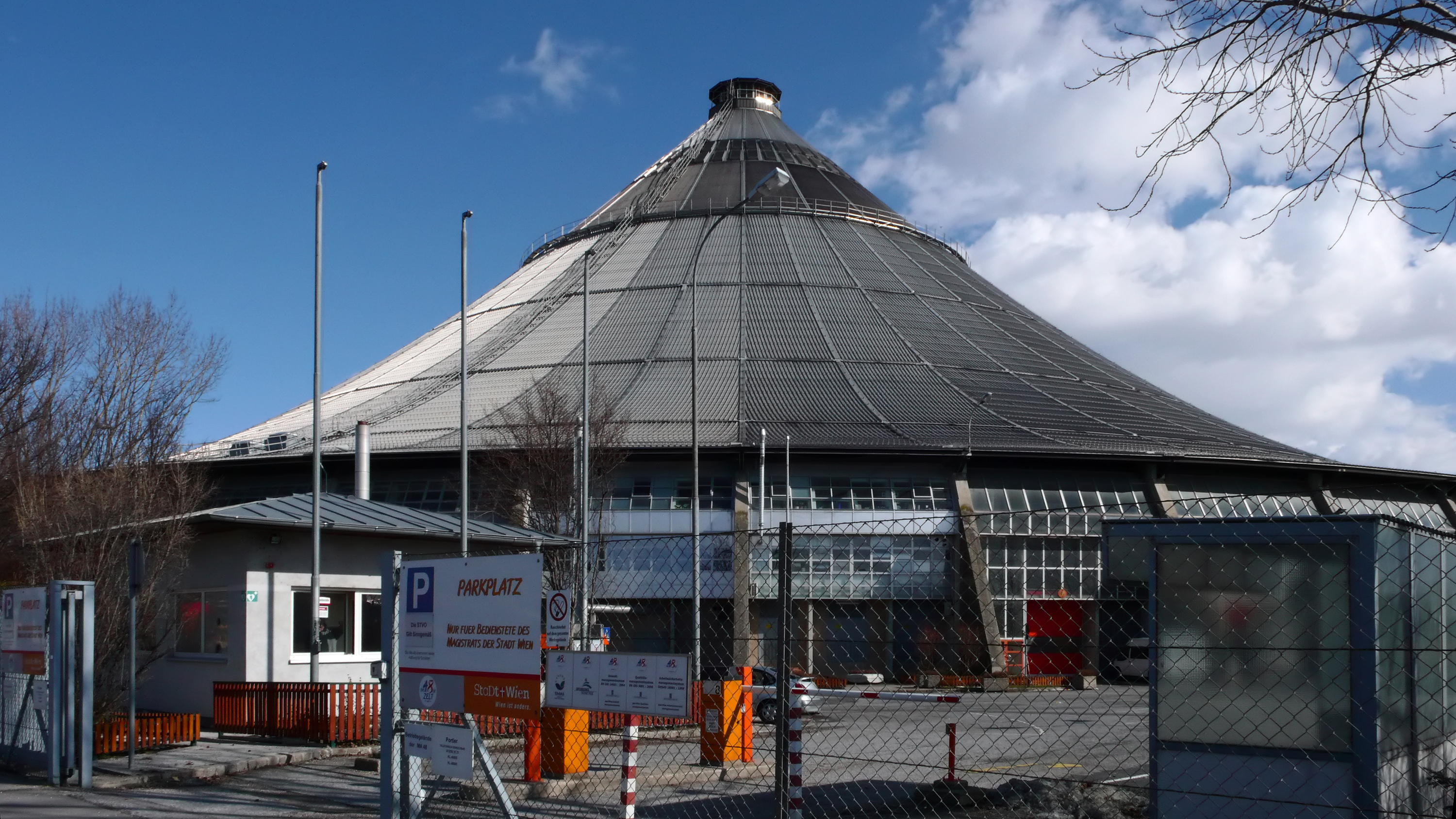
Das Rinterzelt

Das Rinterzelt war eine zeltförmig überdachte Abfallbehandlungsanlage der Stadt Wien am Rautenweg im 22. Bezirk in der Nähe der Deponie Rautenweg. Bekannt wurde die Anlage vor allem durch die architektonisch auffällige kegelzeltförmige Hallenkonstruktion, entworfen von Architekt Lukas Matthias Lang. Sie hatte einen Durchmesser von 170 m und eine Höhe von 68 m und wurde 1980–1981 errichtet.

## Geschichte
Das Unternehmen Rinter AG (Recycling International) errichtete 1980/81 auf dem Gelände eine automatische Sortieranlage für Müll mit der zeltförmigen Überdachung. Sie erhielt den Namen „Rinterzelt“. Die Anlage war nicht erfolgreich und wurde daher 1983 geschlossen. 1986 wurde die Anlage oder das Zelt als Drehscheibe für die getrennte Müllsammlung durch die Stadt Wien neu betrieben und wurde zum Veranstaltungsort für das Mistfest des Wiener Magistrats. Weitere Baulichkeiten kamen 1989 hinzu.
Im Juni 2016 wurde bekannt gegeben, dass das aus Holz-Tramen und Blechhaut gebaute Dach des Rinterzelts im Jahr 2018 aufgrund seines desolaten Zustandes sowie zu hoher Instandsetzungskosten abgerissen und durch mehrere kleinere Bauten ersetzt werden soll. Angekündigt wurde, dass Müll von Wien per Bahn nach Graz gebracht werden soll, um bei ARA sortiert zu werden.
Die Plastikmüllsortieranlage wurde für einen hohen sechsstelligen Eurobetrag 2017 an ein mexikanisches Unternehmen verkauft und von Wien auf einer Fläche der MA48 in Vösendorf zwischengelagert. Als Argument für den Abriss des Zeltgebäudes werden auch die runde Form, mangelnde Eignung als moderner Arbeitsplatz und Brandschutzmängel angeführt.
Nach Räumung der Anlage aus dem Zelt wurde das Dach des Rinterzelts am 17. Oktober 2019 gesprengt, eine dabei von der Kegelspitze aufsteigende Staubwolke erinnerte an einen Vulkanausbruch. Die zentrale rohrförmige Betonsäule konnte mangels ausreichenden Fallraums nicht gesprengt werden, sondern soll durch Knabbern mit einem gehobenen Bagger abgebrochen werden. Die im Kreis rundum stehenden Stützen, auch aus Stahlbeton, sollen ebenfalls konventionell abgerissen werden. Bereits im Vorfeld wurde ein neues Betriebsgebäude errichtet, ein zweites folgt nach dem vollständigen Abriss.

## Organisation und Aufgaben

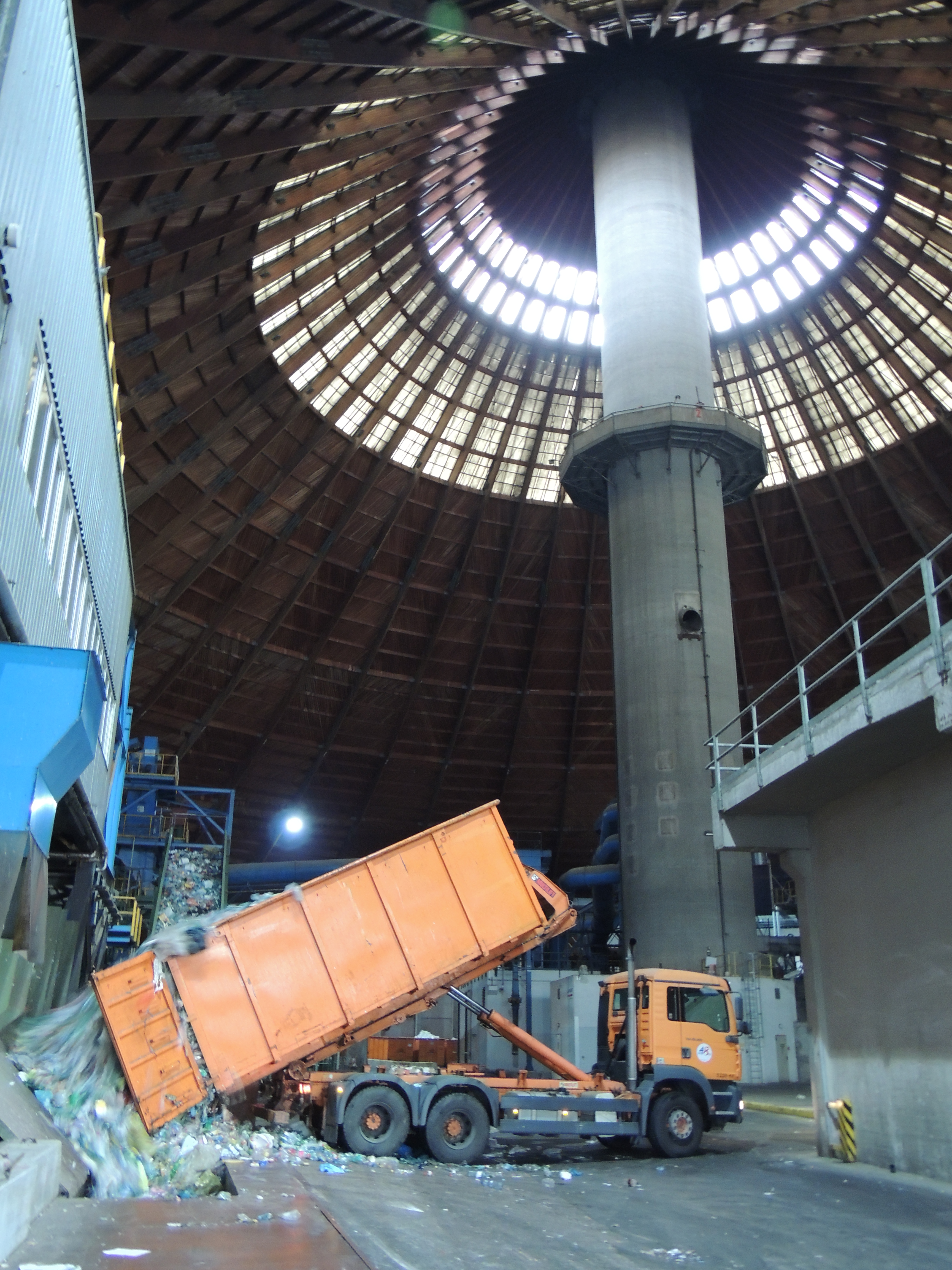
Die letzte in Betrieb befindliche Anlage (Kunststoff Ballenpressanlage) im Inneren des Rinterzelts im September 2017

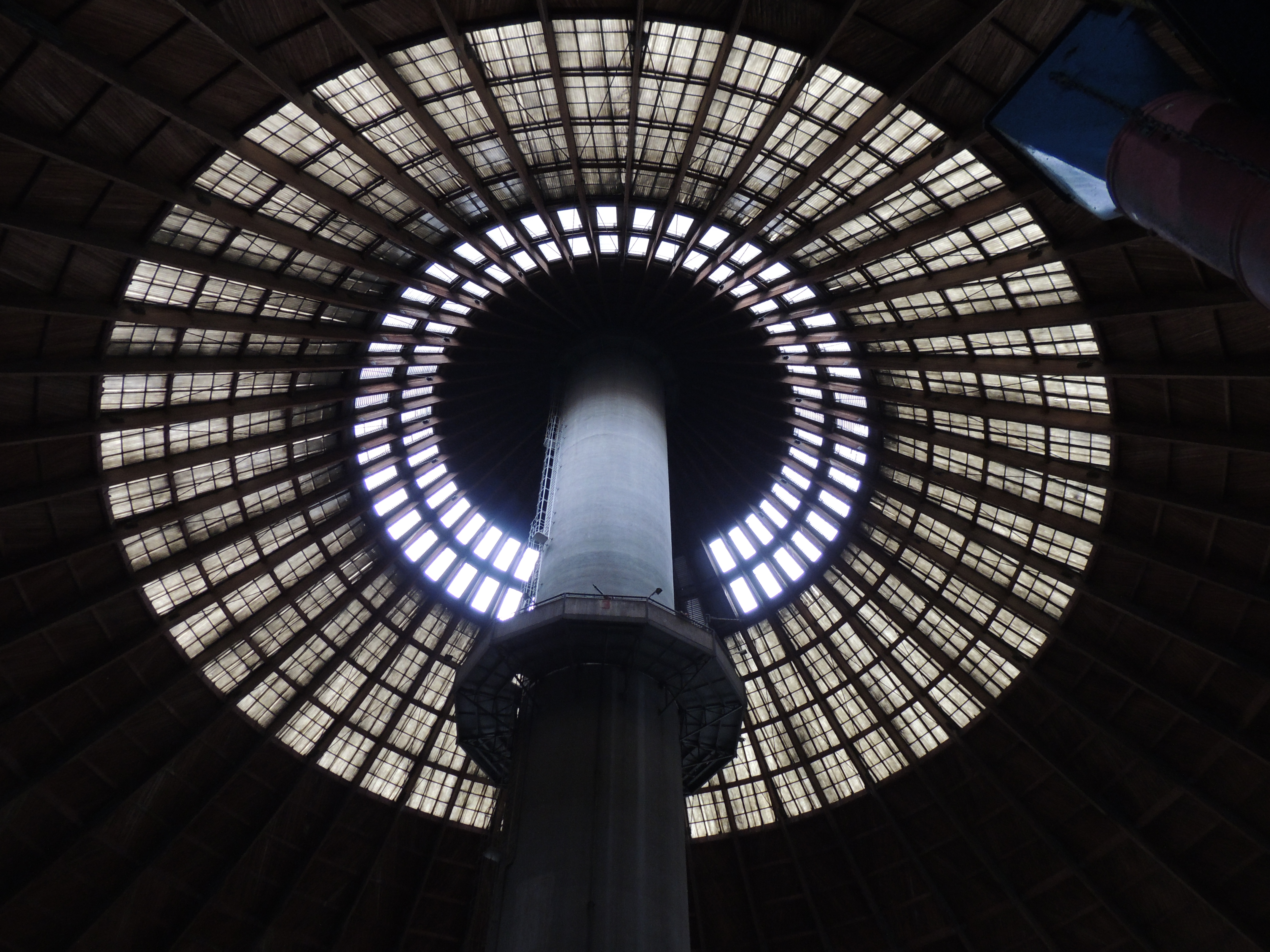
Das Zentrum der Dachkonstruktion

Das Rinterzelt wurde von der Magistratsabteilung 48 der Stadt Wien betrieben und offiziell als „48er-Zelt“ oder „ABA“ (Abfallbehandlungsanlage) bezeichnet. Die Anlage verfügte über folgende Möglichkeiten der Altstoffbehandlung:
- Sortieranlage
- Kompostaufbereitungsanlage für das Kompostwerk Lobau
- Kunststoff-Ballenpressanlage
- Behandlungsanlage für Verbrennungsrückstände (Schlackenrückstände)
- zentrales Abfallbehälterlager
- zentrale Abfallbehälterwaschanlage
- Zentrales Problemstoffzwischenlager
- Behandlung von Elektro- und Elektronikaltgeräten und Altkühlgeräten
- Bahnverladung
- Mistplatz
- Labor (Kontrolle)

Die Kunststoff-Sortieranlage wurde 2017 stillgelegt, abgebaut und veräußert.